# حکیم نصاری
حکیم نصاری (زادهٔ ۱ دی ۱۳۶۵) بازیکن بازنشسته فوتبال اهل ایران است که در پست هافبک هجومی بازی می‌‌کرد.